# 帥佩伶
帥佩伶（1993年2月24日—），台灣女子羽球選手。

## 簡歷
2011年10月，帥佩伶代表中華台北出戰桃園縣舉行的世界青年羽毛球錦標賽，協助隊伍贏得團體賽季軍。

## 主要比賽成績
| 年份   | 賽事                 | 公開賽級別 | 項目     | 搭檔      | 成績   |
| ------ | -------------------- | ---------- | -------- | --------- | ------ |
| 2010年 | 大阪羽毛球國際挑戰賽 | 國際挑戰賽 | 混合雙打 | 梁睿緯    | 準決賽 |
| 2011年 | 世界青年羽毛球錦標賽 | 其他       | 混合團體 | －        | 準決賽 |
| 2014年 | 紐西蘭羽毛球大獎賽   | 大獎賽     | 混合雙打 | 黃柏睿    | 準決賽 |
| 2014年 | 奧克蘭羽毛球國際賽   | 國際系列賽 | 混合雙打 | 鲁德·博世 | 亞軍   |

| 2007-2017年 | 首要超級賽 | 超級賽 | 黃金大獎賽 | 大獎賽 | 國際挑戰賽 | 國際系列賽 | 未來系列賽 | 其他 |

| 2018-2026年 | 總決賽 | 超級1000賽 | 超級750賽 | 超級500賽 | 超級300賽 | 超級100賽 | 國際挑戰賽 | 國際系列賽 | 未來系列賽 | 其他 |